# Hans Korte (général)
Pour les articles homonymes, voir Korte.
Ne doit pas être confondu avec Hans Korte.
Hans Korte (16 décembre 1899 - 8 avril 1990) est un Generalmajor allemand de la Luftwaffe pendant la Seconde Guerre mondiale.

## Décorations
- Croix de fer 2e et 1re classe
- Insigne de pilote
- Croix d'honneur